# Liste des ministres chargés des Français de l'étranger
Les Français de l'étranger (ou Français établis hors de France) disposent d'un portefeuille au gouvernement français depuis juin 2011 sous la forme d'un ministère délégué (occupé de 2012 à 2014 par Hélène Conway-Mouret) ou d'un secrétariat d'État (Matthias Fekl a été le plus longtemps en fonction à ce titre, de 2014 à 2017). Depuis 2014, il est regroupé avec d'autres compétences.
Le Ministre délégué chargé du Commerce extérieur et de Français de l'étranger est Laurent Saint-Martin (RE), depuis le 23 décembre 2024.

## Cinquième République
| Ministre de tutelle                                                                    | Ministre de tutelle           | Intitulé                                                         | Ministre délégué ou secrétaire d'État | Ministre délégué ou secrétaire d'État                                                                     | Intitulé | Gouvernement                  | Date                          |
| Présidence de Nicolas Sarkozy                                                          | Présidence de Nicolas Sarkozy | Présidence de Nicolas Sarkozy                                    | Présidence de Nicolas Sarkozy         | Présidence de Nicolas Sarkozy                                                                             | Présidence de Nicolas Sarkozy                                                                                      | Présidence de Nicolas Sarkozy | Présidence de Nicolas Sarkozy |
| -------------------------------------------------------------------------------------- | ----------------------------- | ---------------------------------------------------------------- | ------------------------------------- | --- | --- | ----------------------------- | ----------------------------- |
| Aucun                                                                                  | Aucun                         | Aucun                                                            | Aucun                                 | Aucun | Aucun | Fillon III                    | 14/11/2010 29/06/2011         |
|                                                                                        | Alain Juppé                   | Ministre d’État, ministre des Affaires étrangères et européennes |                                       | David Douillet                                                                                            | Secrétaire d'État chargé des Français de l'étranger                                                                | Fillon III                    | 29/06/2011 28/09/2011         |
|                                                                                        | Alain Juppé                   | Ministre d’État, ministre des Affaires étrangères et européennes | Édouard Courtial                      | 28/09/2011 10/05/2012                                                                                     | Secrétaire d'État chargé des Français de l'étranger                                                                | Fillon III                    |                               |
| Présidence de François Hollande                                                        |                               |                                                                  |                                       | | |                               |                               |
|                                                                                        | Laurent Fabius                | Ministre des Affaires étrangères                                 |                                       | Yamina Benguigui                                                                                          | Ministre déléguée aux Français de l'étranger et à la Francophonie                                                  | Ayrault I                     | 16/05/2012 18/06/2012         |
|                                                                                        | Laurent Fabius                | Ministre des Affaires étrangères                                 | Hélène Conway-Mouret                  | Ministre déléguée aux Français de l'étranger                                                              | Ayrault II | 21/06/2012 31/03/2014         |                               |
| Ministre des Affaires étrangères et du Développement international                     | Laurent Fabius                |                                                                  | Fleur Pellerin                        | Secrétaire d'État chargé du Commerce extérieur, de la Promotion du tourisme et des Français de l'étranger | Valls I | 02/04/2014 25/08/2014         |                               |
| Ministre des Affaires étrangères et du Développement international                     | Laurent Fabius                |                                                                  | Thomas Thévenoud                      | Secrétaire d'État chargé du Commerce extérieur, de la Promotion du tourisme et des Français de l'étranger | Valls II | 26/08/2014 04/09/2014         |                               |
| Ministre des Affaires étrangères et du Développement international                     | Laurent Fabius                |                                                                  | Matthias Fekl                         | Secrétaire d'État chargé du Commerce extérieur, de la Promotion du tourisme et des Français de l'étranger | Valls II | 04/09/2014 11/02/2016         |                               |
| Ministre des Affaires étrangères et du Développement international                     |                               | Jean-Marc Ayrault                                                | Matthias Fekl                         | Secrétaire d'État chargé du Commerce extérieur, de la Promotion du tourisme et des Français de l'étranger | Valls II | 11/02/2016 06/12/2016         |                               |
| Ministre des Affaires étrangères et du Développement international                     | Cazeneuve                     | Jean-Marc Ayrault                                                | Matthias Fekl                         | Secrétaire d'État chargé du Commerce extérieur, de la Promotion du tourisme et des Français de l'étranger | 06/12/2016 21/03/2017                                                                                              |                               |                               |
| Ministre des Affaires étrangères et du Développement international                     | Cazeneuve                     | Jean-Marc Ayrault                                                |                                       | Jean-Marie Le Guen                                                                                        | Secrétaire d'État chargé du Développement, de la Francophonie et des Français de l'étranger                        | 06/04/2017 10/05/2017         |                               |
| Présidence d'Emmanuel Macron                                                           |                               |                                                                  |                                       | | |                               |                               |
|                                                                                        | Jean-Yves Le Drian            | Ministre de l'Europe et des Affaires étrangères                  |                                       | Jean-Baptiste Lemoyne                                                                                     | Pas de portefeuille spécifique : secrétaire d'État auprès du ministre de l'Europe et des Affaires étrangères       | Philippe II                   | 21/06/2017 03/07/2020         |
| Secrétaire d'État chargé du Tourisme, des Français de l’étranger et de la Francophonie | Jean-Yves Le Drian            | Ministre de l'Europe et des Affaires étrangères                  | Castex                                | Jean-Baptiste Lemoyne                                                                                     | 26/07/2020 20/05/2022                                                                                              |                               |                               |
| Aucun                                                                                  | Aucun                         | Aucun                                                            | Aucun                                 | Aucun | Aucun | Borne                         | 20/05/2022 04/07/2022         |
|                                                                                        | Catherine Colonna             | Ministre de l'Europe et des Affaires étrangères                  |                                       | Olivier Becht                                                                                             | Ministre délégué chargé du Commerce extérieur, de l'Attractivité et des Français de l'étranger                     | Borne                         | 04/07/2022 11/01/2024         |
|                                                                                        | Stéphane Séjourné             | Ministre de l'Europe et des Affaires étrangères                  |                                       | Franck Riester                                                                                            | Ministre délégué chargé du Commerce extérieur, de l’Attractivité, de la Francophonie et des Français de l’étranger | Attal                         | 08/02/2024 21/09/2024         |
|                                                                                        | Jean-Noël Barrot              | Ministre de l'Europe et des Affaires étrangères                  |                                       | Sophie Primas                                                                                             | Ministre déléguée chargée du Commerce extérieur et de Français de l'étranger                                       | Barnier                       | 21/09/2024 23/12/2024         |
|                                                                                        | Jean-Noël Barrot              | Ministre de l'Europe et des Affaires étrangères                  | Laurent Saint-Martin                  | Ministre délégué chargé du Commerce extérieur et de Français de l'étranger                                | Bayrou | 23/12/2024 en cours           |                               |